# Епархия Кьявари
Епархия Кьявари (лат. Dioecesis Clavarensis, итал. Diocesi di Chiavari) епархия Римско-католической церкви, в составе митрополии Генуи, входящей в церковную область Лигурия. В настоящее время епархией управляет епископ Альберто Таназини.
Клир епархии включает 171 священников (150 епархиальных и 21 монашествующих священников), 4 диаконов, 55 монахов, 270 монахинь.
Адрес епархии: C.P. 137, Piazza Nostra Signora dell'Orto, 7 - 16043 Chiavari (GE).

## Территория
В юрисдикцию епархии входят 140 приходов в 25 коммунах Абруццо: все 25 в провинции Генуя — Борцонаска, Караско, Казарца-Лигуре, Кастильйоне-Кьяварезе, Кьявари, Чиканья, Когорно, Корелья-Лигуре, Фавале-ди-Мальваро, Лаванья, Лейви, Лорсика, Лумарцо, Меццанего, Моконези, Монелья, Не, Нейроне, Ореро, Портофино, Рапалло, Сан-Коломбано-Чертеноли, Санта-Маргерита-Лигуре, Сестри-Леванте и Цоальи.
Все приходы образуют 5 деканатов: Рапалло-Санта Маргерита Лигуре, Кьявари-Лаванья, Чиканья, Сестри Леванте и Валле Стурла..
Кафедра епископа находится в городе Кьявари в церкви Богоматери делль'Орто.

## История
Кафедра основана 3 декабря 1892 года буллой Папы Льва XIII на востоке архиепархии Генуи. Территория новой епархии включала район Тригулльо и долины Фонтанабуона, Петрония и Стурла. Исторически основание епархии на момент её появления ожидалось уже более трех веков.
Еще в 1583 году муниципалитет Кьявари, после того, как дожем Республики Генуя стал местный уроженец Джероламо Кьявари, впервые обратился с просьбой об основании кафедры в их городе. В 1610 году решением архиепископа Генуи — кардинала Орацио Спинолы — в Кьявари разместилась резиденция викария архиепископа, обладавшего юрисдикцией над всеми приходами в этом районе.
После падения республики Генуя в 1797 году и присоединения Лигурийской республики к Первой Французской империи в 1805 году в коммуне Кьявари, согласно конкордату 1801 года между Наполеоном Бонапартом и Папой Пием VII, предусматривалось создание епархии, как в столице нового департамента (Кьявари был столицей Департамента Апеннины). Местные жители снова обратились в Рим с просьбой об основании кафедры в их городе, и снова получили отказ.
В 1812 году кардинал Джузеппе Спина назначил своим генеральным викарием монсеньора Джузеппе Кокки, архипресвитера приходской церкви Сан Джованни Баттиста в Кьявари.
С 1826 по 1838 году служение викария нес Антонио Мария Джанелли, который также исполнял обязанности архипресвитера церкви Сан Джованни Баттиста и викария деканатов Леванте и Валь ди Вара, включавшими 110 приходов в провинции Ла-Специя.
Очередное прошение об основании в городе кафедры было подано архиепископу Генуи Карлом Альбертом, королём Сардинии в 1847 году, но и оно осталось без последствий.
В 1882 году по благословению архиерея и трудами местного священника Франческо Банкалари было представлено новое прошение Святому Престолу об основании кафедры в Кьявари, за которым и последовала булла Льва XIII в 1892 году. Образ Мадонны делль'Орто, явившийся в Кьявари местному жителю Себастьяну Дескальцо 2 июля 1610 года и образ Мадонны Монталлегро, явившийся 2 июля 1557 года Джованни Кикицола на горе Аллегро, стали патронами епархии Кьявари.
Королевское правительство одобрило признание новой епархии в 1894 году.
До 1896 года апостольским администратором епархии был Блаженный Томмазо Реджо, архиепископ Генуи. По его инициативе в 1893 году на кафедру был назначен вспомогательный архиерей, архиепископ Фортунато Виньелли. Тот же архиепископ был назначен первым епископом Кьявари 26 февраля 1896 года.
В 1959 и 1963 годах буллой Папы Иоанна XXIII границы епархии были расширены на восток. 
Папа Иоанн Павел II 18 и 19 сентября 1998 года нанес апостольский визит в епархию Кьявари.

## Ординарии епархии
- Блаженный Томмазо Реджо (1892 — 1896) — апостольский администратор;
- Фортунато Винелли (1896 —1910)
- Джованни Гамбреони (10.4.1911 — 22.3.1917) — назначен архиепископом Верчелли;
- Натале Серафино (22.3.1917 — 4.8.1917);
- Амедео Казабона (3.11.1917 — 6.3.1948);
- Франческо Маркезани (22.4.1948 — 4.7.1971);
- Луиджи Маверна (9.9.1971 — 22.2.1973);
- Даниэле Феррари (22.2.1973 — 4.8.1995);
- Альберто Мария Кареджо (4.8.1995 — 20.3.2004) — назначен епископом Вентимилья-Сан-Ремо;
- Альберто Таназини (с 20 марта 2004 года — по настоящее время).

## Миссии
С 3 октября 2005 года священник из епархии служит в церкви на Кубе, в епархии Санта-Клара в провинции Вилья-Клара.

## Статистика
На конец 2006 года из 142 000 человек, проживающих на территории епархии, католиками являлись 141 000 человек, что соответствует 99,7% от общего числа населения епархии.
| год  | население | население | население | священники | священники        | священники         | священники                           | постоянные диаконы | монахи  | монахи  | приходы |
| год  | католики  | всего     | %         | всего      | белое духовенство | черное духовенство | число католиков на одного священника | постоянные диаконы | мужчины | женщины | приходы |
| ---- | --------- | --------- | --------- | ---------- | ----------------- | ------------------ | ------------------------------------ | ------------------ | ------- | ------- | ------- |
| 1950 | 100.000   | 100.000   | 100,0     | 270        | 230               | 40                 | 370                                  |                    | 48      | 550     | 148     |
| 1959 | 110.000   | 110.000   | 100,0     | 237        | 187               | 50                 | 464                                  |                    | 59      | 610     | 134     |
| 1970 | 137.700   | 137.946   | 99,8      | 216        | 166               | 50                 | 637                                  |                    | 50      | 560     | 136     |
| 1980 | 144.000   | 147.000   | 98,0      | 210        | 158               | 52                 | 685                                  | 1                  | 56      | 545     | 136     |
| 1990 | 142.000   | 145.120   | 97,9      | 192        | 144               | 48                 | 739                                  | 1                  | 54      | 407     | 139     |
| 1999 | 142.400   | 142.850   | 99,7      | 186        | 143               | 43                 | 765                                  | 3                  | 48      | 416     | 139     |
| 2000 | 142.400   | 142.850   | 99,7      | 187        | 144               | 43                 | 761                                  | 3                  | 48      | 340     | 139     |
| 2001 | 141.650   | 142.100   | 99,7      | 181        | 138               | 43                 | 782                                  | 3                  | 48      | 334     | 139     |
| 2002 | 141.500   | 142.000   | 99,6      | 179        | 136               | 43                 | 790                                  | 4                  | 48      | 319     | 140     |
| 2003 | 141.600   | 142.000   | 99,7      | 175        | 135               | 40                 | 809                                  | 4                  | 40      | 314     | 140     |
| 2004 | 141.500   | 142.000   | 99,6      | 162        | 129               | 33                 | 873                                  | 4                  | 33      | 304     | 140     |
| 2006 | 141.600   | 142.000   | 99,7      | 171        | 120               | 51                 | 828                                  | 4                  | 55      | 270     | 140     |